# اگراهرا، سیرینیواسپور
اگراهرا، سیرینیواسپور (به انگلیسی: Agrahara, Srinivaspur) یک منطقهٔ مسکونی در هند است که در کارناتاکا واقع شده‌است.